# Basket Trapani 2010-2011
Questa voce raccoglie le informazioni riguardanti il Basket Trapani nelle competizioni ufficiali della stagione 2010-2011.

## Verdetti stagionali
Competizioni nazionali
- Serie A Dil.:

stagione regolare: 1ª su 16 squadre nel Girone B;
Play-off: Vincitore;
Coppa Italia LNP: 2º Raggruppamento

## Stagione

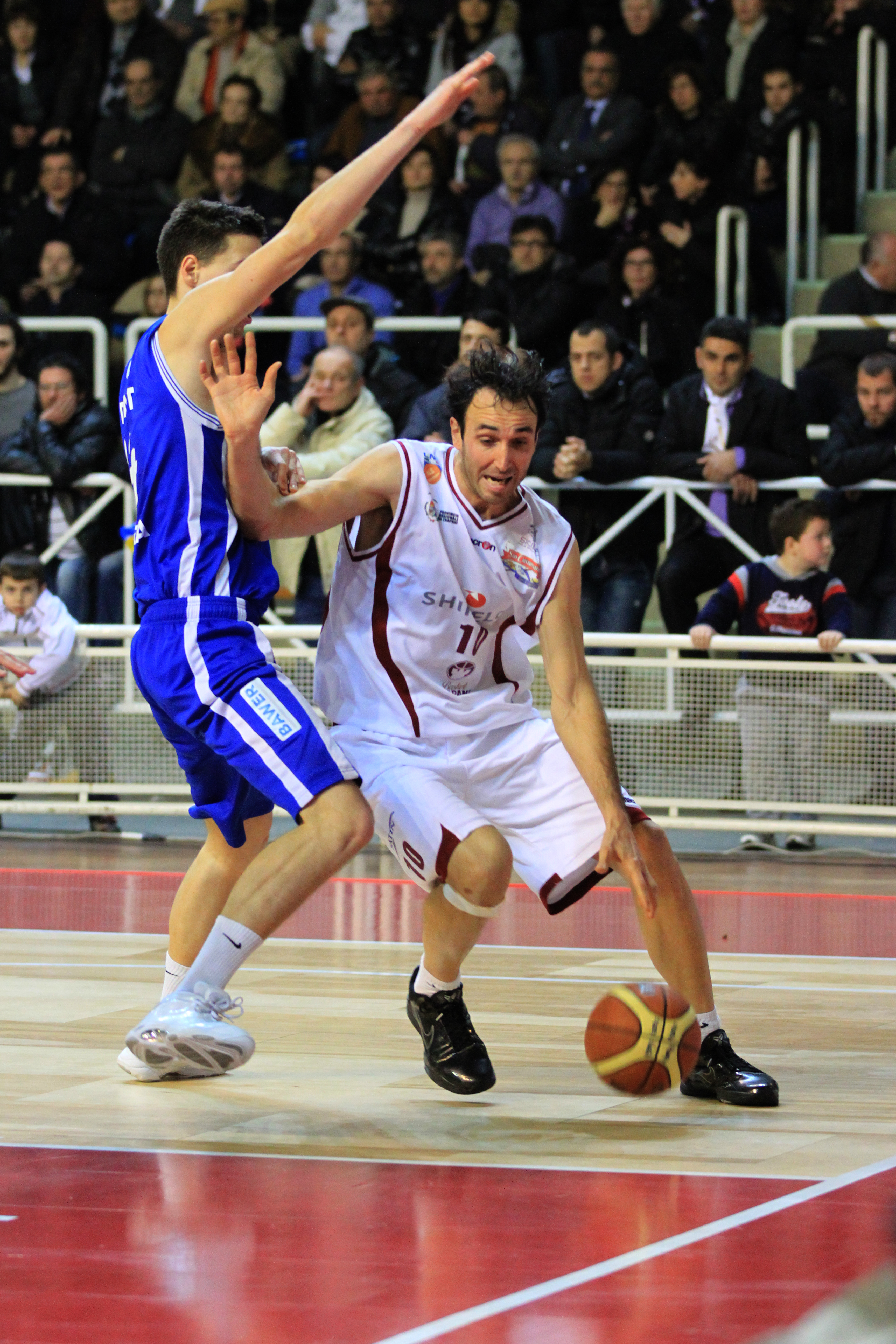
Walter Santarossa

La stagione 2010-2011 del Basket Trapani è stata la quinta consecutiva disputata in terza serie, la terza in Serie A Dilettanti sponsorizzata Shinelco. La presidenza Massinelli conferma coach Benedetto alla guida della squadra per il secondo anno consecutivo porta anche ad un radicale cambiamento del quintetto base con l'acquisto del trio Francesco Guarino-Ariel Svoboda-Luca Bisconti (l'anno precedente protagonisti della promozione a Barcellona) da innestare con i protagonisti della stagione precedente Marco Evangelisti e Walter Santarossa.
Il precampionato vede la squadra granata impegnata in due amichevoli con l'Igea Barcellona e con i turni preliminari di Coppa Italia dove supera Patti ed Agrigento nel raggruppamento siciliano e successivamente eliminata da Latina nel secondo raggruppamento.
Ad un inizio di campionato interlocutorio, la sconfitta di Ruvo di Puglia, seguono cinque vittorie consecutive contro Anagni, Palestrina, Bisceglie, Ostuni e Latina, fino alla sconfitta di Rieti. La restante parte del girone d'andata fu caratterizzato risultati sportivi altalenanti che vide la Shinelco Trapani vincere con Massafra e Potenza, perderne due consecutive con Matera e Ferentino, sconfiggere Agrigento ma perdere a Patti e concludere il girone d'andata con le vittorie di S.Antimo e Molfetta.
Ma proprio prima la partita interna con S.Antimo si manifestarono i primi segnali dalle difficoltà economiche che la società incominciò ad avere (stipendi non pagati) che comunque non disunirono la squadra: "Il 18 dicembre con i sei senior ci chiudiamo dentro una stanza e decidiamo di andare avanti. Nonostante tutto, nonostante le difficoltà. Con passione. Se qualcuno se ne fosse voluto andare, quello sarebbe stato il momento. Non se ne è andato nessuno. Avevamo fatto una scelta. Con tutte le conseguenze del caso" ricorda Benedetto in una intervista.
Con il Basket Trapani al terzo posto in classifica incominciò il girone di ritorno con un filotto di sette vittorie consecutive: Ruvo di Puglia, Anagni, Palestrina, Bisceglie, Ostuni, Latina e Rieti. Ciò permise la squadra granata di raggiungere e superare in classifica la lanciatissima Ruvo di Puglia fino alla inaspettata sconfitta di Massafra. Da lì in poi cinque vittorie (Potenza, Matera, Agrigento, Sant'Antimo e Molfetta) e due sconfitte (Ferentino e Patti) che portarono ad un testa a testa con Ostuni fino al termine della stagione regolare. Con una formazione limitata nei cambi (le difficoltà economiche non permisero un rinforzamento del roster) il campionato terminò con la prima posizione nel Girone B e la qualificazione ai play-off.
Nella semifinale Trapani superò una coriacea Sant'Antimo per 3 a 2 raggiungendo la Leonessa Brescia in finale ma venendo sconfitta per 3-0. Successivamente si riscattò guadagnando la Legadue in gara 3 nella serie finale contro Ostuni.
I successivi sviluppi extra agonistici portarono a complicazioni per l'iscrizione alla nuova lega: l'Assemblea di Legadue del presidente Bonamico respinse l'iscrizione della società granata, bocciatura confermata dall'Alta Corte di Giustizia del Coni per i parametri di bilancio non corretti rilevati dalla Comtec, organo di controllo federale. La querelle estiva si concluse con il cambio di proprietà della società acquistata dall'imprenditore di origine trapanese Pietro Basciano e la decisione della FIP di retrocedere di tre categorie la società con la relativa iscrizione alla Divisione Nazionale C (ex C Dilettanti).

## Divise di gioco
Il fornitore ufficiale di materiale tecnico per la stagione 2010-2011 è Macron.
| Casa | Trasferta |

## Organigramma societario
Area dirigenziale
- Presidente: Alessandro Massinelli
- Vicepresidente: Davide Durante
- Segretario, team manager e dirigente accompagnatore: Andrea Burgarella
- General manager e dirigente responsabile: Francesco Lima
- Addetto stampa: Fabio Tartamella
- Addetto statistiche: Lorenzo Gabriele

Area tecnica
- Allenatore: Giovanni Benedetto
- Assistente: Flavio Priulla (e addetto video)
- Assistente: Leo Ortenzi (e addetto statistiche)
- Medico sociale: Diego Casano
- Medico sociale: Salvatore De Caro
- Preparatore atletico: Giovanni Basciano
- Massofisioterapista: Pellegrino Barbiera
- Massaggiatore: Walter Stabile

## Roster
| Basket Trapani 2010-2011 | Basket Trapani 2010-2011 |
| Giocatori                | Staff tecnico            |
| ------------------------ | ------------------------ |

| N. | Naz.                                     | Ruolo | Nome                  | Anno | Alt.   | Peso   |  |
| -- | ---------------------------------------- | ----- | --------------------- | ---- | ------ | ------ |  |
| 4  | Italia (bandiera)                        | P     | Francesco Guarino     | 1979 | 182 cm | 75 kg  |  |
| 5  | Italia (bandiera)                        | P     | Giorgio Gentile       | 1994 | 180 cm |        |  |
| 6  | Italia (bandiera)                        | P     | Alessandro Picchianti | 1990 | 185 cm |        |  |
| 7  | Italia (bandiera)                        | GA    | Marco Evangelisti     | 1984 | 198 cm | 79 kg  |  |
| 8  | Italia (bandiera)                        | C     | Christian Cappanni    | 1975 | 205 cm |        |  |
| 10 | Italia (bandiera)                        | A     | Walter Santarossa (C) | 1978 | 200 cm | 94 kg  |  |
| 11 | Italia (bandiera)                        | G     | Salvatore Galia       | 1994 | 182 cm |        |  |
| 12 | Italia (bandiera)                        | PG    | Gianni Cantagalli     | 1988 | 194 cm | 80 kg  |  |
| 13 | Italia (bandiera)                        | PG    | Vincenzo Di Vita      | 1994 | 180 cm |        |  |
| 14 | Italia (bandiera)                        | C     | Luca Bisconti         | 1982 | 206 cm | 100 kg |  |
| 17 | Italia (bandiera)                        | AG    | Luca Tardito          | 1989 | 200 cm |        |  |
| 18 | Italia (bandiera)                        | AC    | Marco Mollura         | 1993 | 196 cm | 90 kg  |  |
| 20 | Argentina (bandiera) · Italia (bandiera) | GA    | Ariel Svoboda         | 1985 | 192 cm | 90 kg  |  |
|    | Italia (bandiera)                        | G     | Marco Piacentino      | 1996 | 185 cm |        |  |

| Allenatore |
| Giovanni Benedetto |
| Assistente/i |
| Flavio Priulla (e addetto video) Leo Ortenzi (e addetto statistiche) Legenda - (C) Capitano - (IN) Inattivo - Infortunato |

## Mercato
| Arrivi           | Arrivi                | Arrivi                    |
| R                | Nome                  | da                        |
| ---------------- | --------------------- | ------------------------- |
| P                | Francesco Guarino     | Barcellona                |
| G                | Ariel Svoboda         | Barcellona                |
| C                | Luca Bisconti         | Barcellona                |
| G                | Gianni Cantagalli     | Latina Basket             |
| A                | Luca Tardito          | Valenza Basket            |
| C                | Christian Cappanni    | Basket Massafra           |
| P                | Alessandro Picchianti | Club Pallacanestro Empoli |
| Altre operazioni |                       |                           |
| R                | Nome                  | da                        |
| P                | Giorgio Gentile       | Virtus Trapani            |
| G                | Salvatore Galia       | Set. giovanile            |
| G                | Vincenzo Di Vita      | Set. giovanile            |
| G                | Marco Piacentino      | Set. giovanile            |

| Partenze         | Partenze             | Partenze                |
| R                | Nome                 | a                       |
| ---------------- | -------------------- | ----------------------- |
| P                | Jean Carlos Canelo   | S.C. Gira               |
| G                | Vincenzo Di Capua    | Robur Osimo             |
| C                | Diego Nahuel Corral  | Molfetta                |
| G                | Gennaro Tessitore    | Seb. B.C. Rieti         |
| C                | Mattia Soloperto     | Latina Basket           |
| Altre operazioni |                      |                         |
| R                | Nome                 | a                       |
| AC               | Mathias Drigo        | Fortitudo Agrigento     |
| A                | Daniele Pecorella    | Luiss Roma              |
| A                | Simone Candela       | Pall. Catanzaro         |
| G                | Giuseppe D'Arrigo    | Pall. Marsala           |
| P                | Fulvio Gambino       | Pol. Basket Acireale    |
| G                | Luigi Dispinzeri     | Pol. Basket Gela        |
| C                | Francesco Pellegrino | Virtus Basket Racalmuto |
| G                | Vincenzo Di Vita     | Virtus Trapani          |

## Risultati

### Campionato

#### Girone di andata
| Arbitri: | Jacopo Colasanto (Firenze) Riccardo Bianchini (Firenze) |

|                   |            |                    |
| Bonfiglio 10      | Punti      | 16 Bisconti        |
| Bonfiglio, Modica | Assist     | 3 Guarino          |
| Zerini 16         | Rimbalzi   | 7 Bisconti         |
| Giulio Cadeo      | Allenatori | Giovanni Benedetto |

| Arbitri: | Antonio Migotto ( Santo Stino di Livenza) Enrico D’Orazio (Vittorio Veneto) |

|                    |            |                |
| Evangelisti 23     | Punti      | 21 Romano      |
| Svoboda 2          | Assist     | 4 Santolamazza |
| Tardito 10         | Rimbalzi   | 7 Gennari      |
| Giovanni Benedetto | Allenatori | Luciano Nunzi  |

| Arbitri: | Marco Sivieri (Vigarano Mainarda) Davide Scudiero (Milano) |

|                   |            |                    |
| Ricciardi 13      | Punti      | 22 Svoboda         |
| Rossi 4           | Assist     | 2 Guarino          |
| Omoregie, Rossi 7 | Rimbalzi   | 10 Evangelisti     |
| Gianluigi Galetti | Allenatori | Giovanni Benedetto |

| Arbitri: | Scrima (Catanzaro) Borgioni (Roma) |

|                    |            |                |
| Tardito 17         | Punti      | 14 Gori        |
| Guarino 4          | Assist     | 2 Raschi       |
| Guarino 6          | Rimbalzi   | 8 Mainoldi     |
| Giovanni Benedetto | Allenatori | Lillino Ciracì |

| Arbitri: | Tirozzi Rudellat |

|                     |            |                    |
| M. Gigena 16        | Punti      | 25 Guarino         |
| quattro giocatori 2 | Assist     | 4 Guarino          |
| Morena 9            | Rimbalzi   | 9 Bisconti         |
| Giovanni Putignano  | Allenatori | Giovanni Benedetto |

| Arbitri: | Boninsegna (Milano) Angelo Caforio (Brindisi) |

|                    |            |              |
| Bisconti 20        | Punti      | 19 Soloperto |
| Giovanni Benedetto | Allenatori | Luca Corpaci |

| Arbitri: | Fabiani Caroli |

|                      |            |                    |
| Ferrienti 16         | Punti      | 21 Bisconti        |
| Becerra 2            | Assist     | 5 Guarino          |
| Ferrienti , Zambon 9 | Rimbalzi   | 9 Bisconti         |
| Alessandro Crotti    | Allenatori | Giovanni Benedetto |

| Arbitri: | Canestrelli (Genova) Wassermann (Pordenone) |

|                        |            |                  |
| Evangelisti 26         | Punti      | 23 S. Gigena     |
| Evangelisti, Guarino 2 | Assist     | 8 Basanisi       |
| Bisconti 10            | Rimbalzi   | 13 S. Gigena     |
| Giovanni Benedetto     | Allenatori | Massimo Bernardi |

| Arbitri: | Rossi (Arezzo) Borgo (Vicenza) |

|                        |            |               |
| Bisconti 22            | Punti      | 15 Di Viccaro |
| Guarino 6              | Assist     | 4 Giuri       |
| Santarossa 7 Tardito 7 | Rimbalzi   | 11 Bagnoli    |
| Giovanni Benedetto     | Allenatori | Tony Trullo   |

| Arbitri: | Riosa Gadda |

|                       |            |                    |
| Gilardi 27            | Punti      | 33 Evangelisti     |
| Vico 3                | Assist     | 2 Guarino          |
| Franceschini 6        | Rimbalzi   | 11 Santarossa      |
| Francesco Ponticiello | Allenatori | Giovanni Benedetto |

| Arbitri: | Vaccarini (La Spezia) Cherbaucich (Trieste) |

|                                  |            |                     |
| Evangelisti 24                   | Punti      | 23 Carrizo          |
| Bisconti, Evangelisti, Guarino 3 | Assist     | 3 Carrizo, Coronini |
| Santarossa 10                    | Rimbalzi   | 8 Carrizo           |
| Giovanni Benedetto               | Allenatori | Franco Gramenzi     |

| Arbitri: | Bartoli Rudellat |

|                     |            |                    |
| Ferrara 11          | Punti      | 24 Evangelisti     |
| quattro giocatori 2 | Assist     | 2 Guarino          |
| Drigo 5             | Rimbalzi   | 5 Guarino          |
| Vincenzo Esposito   | Allenatori | Giovanni Benedetto |

| Arbitri: | Bramante (Roma) Degobbis (Trieste) |

|                      |            |                        |
| Fabi 14              | Punti      | 18 Santarossa          |
| Fabi, Mori, Sereni 2 | Assist     |                        |
| Fabi 8               | Rimbalzi   | 4 Bisconti, Santarossa |
| Giuseppe Sidoti      | Allenatori | Giovanni Benedetto     |

| Arbitri: | Paglialunga (Taranto) Ceratto (Alessandria) |

|                    |            |               |
| Santarossa 20      | Punti      | 23 Calabria   |
| Evangelisti 3      | Assist     | 4 Cantone     |
| Santarossa 8       | Rimbalzi   | 10 Gagliardo  |
| Giovanni Benedetto | Allenatori | Manuel Scotto |

| Molfetta 6 gennaio 2011, ore 18:00 15ª giornata                                                                                          | Molfetta   | 79 – 84 (16-23; 32-42; 60-63) referto | Basket Trapani | PalaPoli |
| Rugolo 20 Punti 24 Evangelisti Corral 4 Assist 7 Guarino Pozzi 6 Rimbalzi 8 Santarossa Antonio Paternoster Allenatori Giovanni Benedetto |            |                                       |                |          |
| |            |                                       |                |          |
| Rugolo 20 | Punti      | 24 Evangelisti                        |                |          |
| Corral 4 | Assist     | 7 Guarino                             |                |          |
| Pozzi 6 | Rimbalzi   | 8 Santarossa                          |                |          |
| Antonio Paternoster | Allenatori | Giovanni Benedetto                    |                |          |

#### Girone di ritorno
| Arbitri: | Lestingi (Roma) Sivieri (Ferrara) |

|                       |            |              |
| Santarossa 20         | Punti      | 18 Pilotti   |
| Santarossa, Svoboda 4 | Assist     | 2 Malamov    |
| Bisconti 7            | Rimbalzi   | 12 Zerini    |
| Giovanni Benedetto    | Allenatori | Giulio Cadeo |

| Arbitri: | Davide Scudiero (Milano) Marco Cé (Milano) |

|               |            |                        |
| Bruni 17      | Punti      | 29 Evangelisti         |
| Gianpaoli 4   | Assist     | 2 Cantagalli, Guarino  |
| Cáceres 8     | Rimbalzi   | 7 Bisconti, Santarossa |
| Luciano Nunzi | Allenatori | Giovanni Benedetto     |

| Arbitri: | Fabiani (Lucca) D’Orazio (Treviso) |

|                               |            |                   |
| M. Evangelisti 17             | Punti      | 21 Ricciardi      |
| Guarino 3                     | Assist     | 2 Ricciardi       |
| Bisconti, Cappanni, Tardito 6 | Rimbalzi   | 10 Capitanelli    |
| Giovanni Benedetto            | Allenatori | Gianluigi Galetti |

| Arbitri: | Volpe (La Spezia) Chersicla (Erba) |

|               |            |                    |
| Mainoldi 15   | Punti      | 20 Evangelisti     |
| Massimo Galli | Allenatori | Giovanni Benedetto |

| Arbitri: | Rossi (Arezzo) Canestrelli (Genova) |

|                    |            |                    |
| Evangelisti 26     | Punti      | 20 M. Gigena       |
| Evangelisti 3      | Assist     | 3 Circosta         |
| Santarossa 13      | Rimbalzi   | 8 Basei            |
| Giovanni Benedetto | Allenatori | Giovanni Putignano |

| Arbitri: | Jacopo Colasanti (Firenze) Mauro Ceratto (Alessandria) |

|               |            |                    |
| Ruini 24      | Punti      | 30 Evangelisti     |
| Ruini 4       | Assist     | 4 Guarino          |
| Soloperto 8   | Rimbalzi   | 9 Santarossa       |
| Luigi Salzano | Allenatori | Giovanni Benedetto |

| Arbitri: | Cherbauchich (Trieste) Vanni Degli (Udine) |

|                    |            |                   |
| Santarossa 23      | Punti      | 25 Virgilio       |
| Guarino 5          | Assist     | 4 Virgilio        |
| Bisconti 11        | Rimbalzi   | 6 Becerra         |
| Giovanni Benedetto | Allenatori | Alessandro Crotti |

| Arbitri: | Marco Pisoni (Milano) Matteo Boninsegna (Milano) |

|                  |            |                    |
| Cucinelli 19     | Punti      | 18 Evangelisti     |
| Massimo Bernardi | Allenatori | Giovanni Benedetto |

| Arbitri: | Pecorella (Trani) Angelo Caforio (Brindisi) |

|                  |            |                    |
| Fabio Di Tommaso | Allenatori | Giovanni Benedetto |

| Arbitri: | Tirozzi (Bologna) Del Felice (Monza) |

|                    |            |                        |
| M. Evangelisti 17  | Punti      | 12 Vico                |
| Guarino 5          | Assist     | 2 Lovatti, Vico        |
| Guarino 9          | Rimbalzi   | 6 Grappasonni, Lagioia |
| Giovanni Benedetto | Allenatori | Francesco Ponticiello  |

| Arbitri: | Bartoli (Trieste) Rossi (Anghiari) |

|                 |            |                    |
| Cardillo 23     | Punti      | 22 Evangelisti     |
| Alessandri 4    | Assist     | 4 Svoboda          |
| Cardillo 11     | Rimbalzi   | 5 Santarossa       |
| Franco Gramenzi | Allenatori | Giovanni Benedetto |

| Arbitri: | Degli Onesti (Corno di Rosazzo) Chersicla (Como) |

|                    |            |                   |
| Santarossa 24      | Punti      | 12 Casella        |
| Guarino 6          | Assist     | 4 Anello, Mossi   |
| Santarossa 10      | Rimbalzi   | 7 Mossi           |
| Giovanni Benedetto | Allenatori | Vincenzo Esposito |

| Arbitri: | Pecorella (Bari) Paglialunga (Taranto) |

|                       |            |                    |
| Bisconti 23           | Punti      | 24 Gullo           |
| Guarino, Santarossa 2 | Assist     | 2 Fabi, Gullo      |
| Santarossa 7          | Rimbalzi   | 7 Contaldo, Sereni |
| Giovanni Benedetto    | Allenatori | Giuseppe Sidoti    |

| Arbitri: | Pierantonio Riosa (Trieste) Paolo Cherbaucich (Trieste) |

|               |            |                           |
| Eliantonio 19 | Punti      | 19 Cantagalli             |
| Cantone 5     | Assist     | 3 Evangelisti, Santarossa |
| Calabria 8    | Rimbalzi   | 15 Santarossa             |
| Manuel Scotto | Allenatori | Giovanni Benedetto        |

| Arbitri: | Biasini (Veroli) Noce (Latina) |

|                            |            |                              |
| Evangelisti, Cantagalli 18 | Punti      | 27 Rugolo                    |
| Evangelisti 4              | Assist     | 2 Maggi, Maggio, Petrazzuoli |
| Santarossa 13              | Rimbalzi   | 18 Corral                    |
| Giovanni Benedetto         | Allenatori | Antonio Paternoster          |

#### Play-off

##### Semifinale
| Arbitri: | Buttinelli (Roma) Capurro (Reggio Calabria) |

|                    |            |               |
| Bisconti 22        | Punti      | 15 Calabria   |
| Guarino 5          | Assist     | 5 Cantone     |
| Santarossa 9       | Rimbalzi   | 4 Gagliardo   |
| Giovanni Benedetto | Allenatori | Manuel Scotto |

| Arbitri: | Jacopo Colasanti (Firenze) Paolo Lestingi (Ciampino) |

|                    |            |               |
| Bisconti 19        | Punti      | 12 Cantone    |
| Guarino, Svoboda 5 | Assist     | 2 Aprea       |
| Evangelisti 8      | Rimbalzi   | 8 Gagliardo   |
| Giovanni Benedetto | Allenatori | Manuel Scotto |

| Arbitri: | Borgioni (Roma) Tirozzi (Bologna) |

|                    |            |                    |
| Gatti 21           | Punti      | 26 Bisconti        |
| Cantone 5          | Assist     | 5 Guarino          |
| Gagliardo, Gatti 5 | Rimbalzi   | 9 Santarossa       |
| Manuel Scotto      | Allenatori | Giovanni Benedetto |

| Arbitri: | Paglialunga (Taranto) Angelo Caforio (Brindisi) |

|               |            |                    |
| Calabria 16   | Punti      | 12 Santarossa      |
| Cantone 4     | Assist     | 6 Evangelisti      |
| Eliantonio 9  | Rimbalzi   | 8 Santarossa       |
| Manuel Scotto | Allenatori | Giovanni Benedetto |

| Arbitri: | Marco Sivieri (Ferrara) Marco Rudellat (Nuoro) |

|                    |            |               |
| Cantagalli 17      | Punti      | 13 Valentini  |
| Guarino 7          | Assist     | 1 Gatti       |
| Bisconti 7         | Rimbalzi   | 9 Calabria    |
| Giovanni Benedetto | Allenatori | Manuel Scotto |

- Esito:

La Shinelco Basket Trapani vince la serie per 3 a 2

##### Finale Scudetto
| Arbitri: | Vincenzo Volpe (La Spezia) Valerio Bramante (Verona) |

|                    |            |                      |
| Santarossa 19      | Punti      | 16 Farioli           |
| Guarino 3          | Assist     | 3 Ghersetti, Stojkov |
| Santarossa 9       | Rimbalzi   | 7 Ghersetti          |
| Giovanni Benedetto | Allenatori | Sandro Dell'Agnello  |

| Arbitri: | Mark Bartoli (Trieste) Pierantonio Riosa (Trieste) |

|                    |            |                     |
| LBisconti 22       | Punti      | 17 Gergati          |
| Santarossa 3       | Assist     | 3 Rombaldoni        |
| Santarossa 15      | Rimbalzi   | 9 Farioli           |
| Giovanni Benedetto | Allenatori | Sandro Dell'Agnello |

| Arbitri: | Marco Sivieri (Vigarano Mainarda) Gianguido Vanni degli Onesti (Corno di Rosazzo) |

|                     |            |                        |
| Gergati 17          | Punti      | 24 Evangelisti         |
| Stojkov 5           | Assist     | 6 Santarossa           |
| Bushati 8           | Rimbalzi   | 4 Cappanni, Santarossa |
| Sandro Dell'Agnello | Allenatori | Giovanni Benedetto     |

- Esito:

La Centrale del Latte Leonessa Brescia vince la serie per 3 a 0

##### Finale Promozione
| Arbitri: | Rossi (Anghiari) Rudellat (Nuoro) |

|                           |            |                    |
| Evangelisti 26            | Punti      | 14 Tommasini       |
| Cantagalli, Evangelisti 3 | Assist     | 2 Bona             |
| Santarossa, Tardito 6     | Rimbalzi   | 8 S. Gigena        |
| Giovanni Benedetto        | Allenatori | Giovanni Putignano |

| Arbitri: | Bartoli (Trieste) Borgioni (Roma) |

|                    |            |                                  |
| Guarino 16         | Punti      | 23 Ruggiero                      |
| Guarino 9          | Assist     | 1 Circosta, M. Gigena, Tommasini |
| Guarino 10         | Rimbalzi   | 10 Basei                         |
| Giovanni Benedetto | Allenatori | Giovanni Putignano               |

| Arbitri: | Pecorella (Massafra) Paglialunga (Trani) |

|                    |            |                    |
| Bona 21            | Punti      | 20 Svoboda         |
| Ruggiero 4         | Assist     | 5 Guarino          |
| Basei 12           | Rimbalzi   | 13 Evangelisti     |
| Giovanni Putignano | Allenatori | Giovanni Benedetto |

- Esito:

La Shinelco Basket Trapani vince la serie per 3 a 0

### Coppa Italia[51]

#### 1º Raggruppamento gruppo H
| Arbitri: | Alessandro Nicolini (Bagheria) Emanuele Giummarra (Ragusa) |

|                    |            |                       |
| M. Evangelisti 18  | Punti      | 14 Mori               |
| Evangelisti 3      | Assist     | 1 Gullo, Mori, Sereni |
| Santarossa 10      | Rimbalzi   | 6 Ancelotti, Sereni   |
| Giovanni Benedetto | Allenatori | Giuseppe Sidoti       |

| Arbitri: | Alessandro Nicolini (Bagheria) Manuel Attard (Siracusa) |

|                    |            |                   |
| Evangelisti 20     | Punti      | 17 Barsanti       |
| Svoboda 3          | Assist     | 2 Anello          |
| Bisconti 12        | Rimbalzi   | 9 Squarcina       |
| Giovanni Benedetto | Allenatori | Vincenzo Esposito |

- Esito:

La Shinelco Basket Trapani passa al turno successivo

#### 2º Raggruppamento
| Arbitri: | Biasini Noce |

|                    |            |                 |
| Santarossa 18      | Punti      | 14 Quaglia      |
| Giovanni Benedetto | Allenatori | Massimo Bianchi |

| Arbitri: | Gatta Lestingi |

|              |            |                    |
| Ruini 26     | Punti      | 22 Evangelisti     |
| Luca Corpaci | Allenatori | Giovanni Benedetto |

- Esito:

La Benacquista Ass. Latina Basket passa al turno successivo